# Lukša Jakobušić
Lukša Jakobušić (Dubrovnik, 20. srpnja 1976.) hrvatski je poduzetnik i sportski djelatnik, bivši predsjednik VK Jug i HNK Hajduk.
Njegov otac je iz Župe dubrovačke, a majka i baka iz Supetra s Brača. U Dubrovniku je završio osnovnu, a potom i srednju elektrotehničku školu nakon koje upisuje studij primijenjenog računalstva na Sveučilištu u Dubrovniku, ali ga ne završava. Završio je EMBA na Cotrugli Business School. Njegovoj obitelji u Župi dubrovačkoj sve je bilo razoreno u Domovinskom ratu, u kojem i sudjelovao te dobio odlikovanje u vojnoj operaciji Oluja.
Vlasnik je tvrtki „Lighting” (prodaja rasvjetnih tijela), „Typing” i „Brenum” pod čijim imenom djeluje i One Suite Hotel u Srebrenu kraj Dubrovnika. Taj hotel potpuna je inovacija u hrvatskoj hotelskoj industriji. Riječ je o prvom posve neformalnom luksuznom hotelu u Hrvatskoj, u kojem gosti imaju osjećaj kao da se nalaze u svom stanu. Sufinanciran je iz fondova Europske Unije, a projektirao ga je arhitektonski studio 3LHD. Dobio je nagradu „International Hospitality Awards” za najbolji novootvoreni hotel u istočnoj i srednjoj Europi. 
Jakobušić je bio predsjednik VK Jug u razdoblju od 2013. do 2017. godine, a u tom razdoblju klub je osvojio pet trofeja u jednoj sezoni što do tada nije uspjelo niti jednom sportskom klubu u državi, čime je postao najuspješniji predsjednik u Jugovoj povijesti. U njegovom mandatu Jug je osvojio tri naslova prvaka Hrvatske, tri kupa, dva naslova prvaka regionalne Jadranske lige, Ligu prvaka te europski superkup.
Bio je predsjednik HNK Hajduka od studenoga 2020. godine do 8. travnja 2024., a prije toga od svibnja 2019. godine bio je dopredsjednik Hajduka. Za njegova mandata, klub je osvojio dva Kupa Hrvatske u sezonama 2021./'22. i 2022./'23.